# Сіді-Буруїс
Сіді-Буруїс (араб. سيدي بورويس) — місто в Тунісі. Входить до складу вілаєту Сільяна. Станом на 2004 рік тут проживало 3 700 осіб.